# Chorthippus guandishanensis
Chorthippus guandishanensis är en insektsart som beskrevs av Ma, E.-b., Z. Zheng och Y. Guo 2000. Chorthippus guandishanensis ingår i släktet Chorthippus och familjen gräshoppor. Inga underarter finns listade i Catalogue of Life.